# Tumba de José
La Tumba de José, en  hebreo : קבר יוסף, Qever Yosef  y en  árabe : قبر يوسف, Qabr Yūsuf,  es un monumento funerario ubicado en la entrada oriental del valle que separa los montes  Guerizín y  Ebal, dos montañas en las inmediaciones de la ciudad palestina de Naplusa, en Cisjordania —la Siquem bíblica—, y que forma el lado norte del valle de Naplusa en la que se encuentra. El lado sur está formado por el monte Gerizim, a trescientos metros al noroeste del pozo de Jacob, en las afueras de la ciudad cisjordana de Nablus, cerca de Tell Balata, el sitio de Shakmu en la Edad del Bronce Final y más tarde el Siquem bíblico. Una tradición bíblica identifica el área general de Siquem como el lugar de descanso del  patriarca bíblico José, y sus dos hijos  Efraín y  Manasés. En los últimos años han sido vistos múltiples lugares como el lugar de enterramiento legendario de José.
La tumba de José ha sido venerada a través de las edades por los samaritanos, para quienes es el segundo lugar más sagrado, para los judíos, para los cristianos y para los musulmanes, algunos de los cuales lo ven como la ubicación del jeque medieval local, Yusef Al-Dwaik. Los registros post-bíblicos con respecto a la ubicación de la tumba de José en algún lugar alrededor de esta área datan del comienzo del siglo IV d. C. La estructura actual está compuesta por una pequeña sala rectangular con un cenotafio, data de 1868 y está desprovista de cualquier rastro de materiales de construcción antiguos. Mientras que algunos eruditos, como Kenneth Kitchen y James K. Hoffmeier afirman la historicidad esencial del relato bíblico de José, otros como Donald B. Redford, argumentan que la historia en sí misma no tiene ninguna base en los hechos.
No hay evidencia arqueológica que establezca la tumba como la de José, y la erudición moderna aún no ha determinado si el presente cenotafio se identificará o no con la antigua tumba bíblica. La falta de fuentes judías o cristianas antes del siglo V que menciona la tumba indica que antes del siglo IV era un sitio samaritano. Fuentes samaritanas hablan de luchas entre samaritanos y cristianos que deseaban eliminar los huesos de José.
En puntos clave de su larga historia, un sitio que se pensó que era la tumba de José en esta área fue testigo de un intenso conflicto sectario. Los samaritanos y los cristianos, que disputaban el acceso y el título del sitio en el período bizantino temprano, a menudo participaban en enfrentamientos violentos. Después de que Israel capturó Cisjordania durante la Guerra de los Seis Días en 1967, a los musulmanes se les prohibió el culto en el santuario y gradualmente se convirtió en una sala de oración judía. La fricción interreligiosa y el conflicto de los reclamos judíos y musulmanes rivales sobre la tumba se volvieron frecuentes. Aunque cayó bajo la jurisdicción de la Autoridad Nacional Palestina (ANP) después de la firma de los Acuerdos de Oslo, permaneció bajo custodia de las Fuerzas de Defensa de Israel (IDF) con la prohibición a los musulmanes de orar allí. Al comienzo de la  Intifada de Al-Aqsa en el año 2000, justo después de ser entregado a la ANP, fue saqueada y arrasada por los disturbios palestinos. Después de la reocupación de Nablus durante la Operación Escudo Defensivo de Israel en 2002, los grupos judíos volvieron allí intermitentemente. Entre 2009 y 2010 se renovó la estructura, se instaló una nueva cúpula y se reanudaron las visitas de fieles judíos.

## Las primeras tradiciones

### Fuente bíblica y primeras tradiciones religiosas
La Torá proporciona cuatro detalles sobre las tradiciones que rodean los restos de José. El relato del Génesis dice que, antes de su muerte, hizo que sus hermanos juraran que llevarían sus huesos fuera de Egipto a Canaán. Luego se dice que fue embalsamado y colocado en un ataúd en Egipto.Genesis 50:26 En el Éxodo Exodus 13:19 dice que Moisés cumplió la promesa llevándose los huesos de José cuando salió de Egipto. En el Libro de Josué, se dice que los huesos de José fueron traídos de Egipto por los Hijos de Israel y enterrados en Siquem.

Los huesos de José, que los Hijos de Israel sacaron de Egipto fueron sepultados en Siquem en un terreno que Jacob compró a los hijos de Hamor, padre de Siquem, por cien piezas de plata (q e śîṭâ). Josué 24:32.Genesis 33:18–20

La Biblia no identifica un sitio específico en Shechem donde sus huesos fueron sepultados. El «Génesis Rabba», un texto judío escrito c. 400-450 CE, declara que un sitio de enterramiento en Siquem es uno de los tres por los cuales las naciones del mundo no pueden ridiculizar a Israel y decir «los has robado», habiendo sido comprado por Jacob. Los rabinos también sugieren que José ordenó a sus hermanos enterrarlo en Siquem, ya que desde allí fue tomado y vendido como esclavo. Otras fuentes judías lo sitúan enterrado en Safed o, según una tradición «agadádica», lo han enterrado en Hebrón de acuerdo con sus propios deseos. La ambigüedad se refleja en la tradición islámica que señala a Nablus como el sitio auténtico, aunque algunos geógrafos islámicos tempranos identificaron la  Cueva de los Patriarcas en Hebrón como la ubicación de su tumba. El Corán en sí no menciona los detalles del entierro de José. Ali de Herat (1119), Yaqut (1229) e Ibn Battuta (1369) conservan las tradiciones de Nablus y Hebrón. Los cronistas musulmanes posteriores también mencionan un tercer sitio que pretende ser la tumba auténtica, cerca de Beit Ijza. La tradición de Hebrón también se refleja en algunas fuentes cristianas medievales, como el relato de Srewulf (CE 1102) que dice que «los huesos de José fueron enterrados más humildemente que el resto, como en el extremo del castillo».

### La modernos estudios sobre la narración de los huesos de José
Aunque la fecha bíblica tradicional para la narración de la vida y muerte de José lo ubica en Egipto a mediados de la  XII Dinastía, aproximadamente en la época de la invasión de los hicsos en Egipto, la erudición contemporánea ya no acepta una datación tan remota. La figura de José mismo a menudo se toma como una «personificación de una tribu», en lugar de una persona histórica.
Según la Biblia, José fue embalsamado y enterrado en un ataúd en Egipto, después de que su pueblo jurara llevarse sus huesos. Más tarde el Midrash identifica su primera tumba en un mausoleo real, o también como arrojado al Nilo. Se dice que Moisés reunió los huesos y se los llevó con él durante el Éxodo de Egipto, usando magia para levantar el ataúd, una tradición repetida por Flavio Josefo, que especifica que fueron enterrados en Canaán en ese momento. En cuanto a su entierro en Canaán es evidente que la porción que recibió José era una asignación cerca de Siquem, no en el pueblo mismo.
La mayoría de los estudiosos contemporáneos creen que la historicidad de los acontecimientos en la historia de José no puede demostrarse. En la estela de eruditos como Hermann Gunkel, Hugo Gressmann y Gerhard von Rad, quienes identificaron la historia de José como principalmente una composición literaria, ahora se considera ampliamente que pertenece al género de romance, o la novela corta. Como una novela corta, se lee como una relectura de leyendas y mitos, muchos de ellos, especialmente los motivos de su nuevo enterramiento en Canaán, asociados con el dios egipcio Osiris. aunque algunos comparan el entierro de sus huesos en Siquem con la eliminación de los huesos de Dioniso en Delfos. Las leyendas y el folclore reelaborados probablemente se insertaron en la tradición textual desarrollada de la Biblia entre los siglos VIII y VI a. C. La mayoría de los eruditos  ubican su composición en un género que floreció en el período persa del exilio.
Para Schenke, la tradición del entierro de José en Siquem solo puede entenderse como una interpretación histórica secundaria, israelita, tejida alrededor de un santuario cananeo más antiguo en ese área.  Wright ha argumentado que, el patriarca José no era un héroe israelita que se convirtió en egipcio, sino una divinidad egipcia que fue  Hebraizada.

### La hipótesis de Schenke
Hans-Martin Schenke, a partir de un análisis de Juan 4: 4-6, en el que Jesús se encuentra con una mujer samaritana en la ciudad de Sicar, hizo un extenso análisis de las fuentes antiguas, junto con un examen del sitio. La curiosidad del texto del Evangelio para los eruditos radica en la mención de una ciudad no atendida en el campo, y el fracaso del texto para referirse a la «Tumba de José», a pesar de mencionar el campo que Jacob asignó a José, y el pozo de Jacob. Desde el punto de vista de Schenke, desde el comienzo del período helenístico hasta el siglo I d. C. cuando presumiblemente Juan, el autor del evangelio,  estaba escribiéndolo, la tumba que conmemoraba a José estaba junto al pozo de Jacob. Esta tumba fue cambiada, junto con el árbol sagrado y el campo de Jacob, en algún momento entre esa fecha y el testimonio más antiguo que tenemos en el itinerario de Burdeos en 333 d. C. que lo ubica en otro lugar, por Shechem/Tel Balāṭa.

## Historia de la identificación y uso del sitio

### Informes de peregrinos

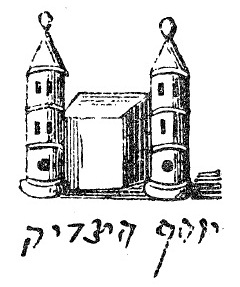
Tomando del itinerario del rabino Uri de Biel, c. 1564. Nota al pie: "José el Justo"

El Itinerarium Burdigalense (333 d. C.) señala: Al pie de la montaña, hay un lugar llamado Sichem. Aquí hay una tumba en la que José está acostado, en el terreno que Jacob su padre le dio. Eusebio de Cesarea en los registros del siglo IV en su Onomasticondice: Suchem, ciudad de Jacob ahora desierta. El lugar está señalado en el suburbio de Neapolis. Allí se señala la tumba de José en las cercanías.  San Jerónimo, al escribir sobre la estadía de  Santa Paula en  Palestina, escribe que  al desviar el camino (del pozo de Jacob), vio las tumbas de los doce patriarcas . El propio san Jerónimo, junto con el monje bizantino  Jorge el Monje, que había vivido muchos años en Palestina, escribió que los doce patriarcas, incluido José, fueron sepultados en Sychem.
Tanto  Teodosio I como Teodosio II ordenaron una búsqueda de los huesos de José para gran consternación de la comunidad  samaritana. Una comisión imperial fue enviada para recuperar los huesos de los patriarcas alrededor del año 415 d. C. y al no obtenerlos en Hebrón, trató de al menos asegurar los huesos de José de Siquem. Ninguna lápida marcó el sitio exacto, posiblemente porque los samaritanos lo habían eliminado para evitar la interferencia cristiana. Los oficiales tuvieron que excavar el área general donde abundan las tumbas y, al encontrar un sepulcro de mármol intacto debajo de un ataúd vacío, concluyeron que debía contener los huesos de José, y enviaron el sarcófago a Bizancio, donde fue incorporado a Santa Sofía. San Jerónimo informó que aparentemente los cristianos habían tenido la intención de quitar los huesos de José a su ciudad, pero una columna de fuego se elevó hacia el cielo desde la tumba y los ahuyentó. Los samaritanos posteriormente cubrieron la tumba con tierra, dejándola inaccesible.
El peregrino cristiano y archidiácono Teodosio (518-520) en su «De situ terrae sanctae» menciona que cerca del pozo de Jacob están los restos de José el Santo. El  Mapa Mosaico de Madaba del siglo VI designa un sitio algo problemático con la leyenda: 'José' (τὸ τοῦ Ὶωσήφ), donde falta el adjetivo usual 'santo' (hagios) que acompaña a las menciones de los santos y sus santuarios.
Los cruzados y las fuentes medievales generalmente son, según Hans-Martin Schenke, altamente engañosas en cuanto a dónde se encontraba exactamente la tumba. Concluyó que en la Edad Media, como antes, varios grupos de judíos, samaritanos, cristianos y musulmanes en diferentes períodos identificaron cosas diferentes en diferentes lugares, todos como la tumba de José. A veces Balata, con su manantial, parece indicado, como en los siguientes dos ejemplos, que identifican la tumba no como una estructura, sino como algo por un manantial y debajo de un árbol. Era un sitio para la peregrinación musulmana en ese momento.
En 1173, el viajero persa al-Harawi rindió homenaje en la tumba, y escribió:

También está cerca de Nâblus la fuente de Al Khudr (Elías), y el campo de Yûsuf como Sadik (Joseph); Además, José está enterrado al pie del árbol en este lugar.

Alrededor del año 1225, Yaqut al-Hamawi escribió:

Aquí hay un manantial llamado 'Ain al Khudr. Yûsuf (Joseph) como Sadik -¡la paz sea con él! - fue enterrado aquí, y su tumba es bien conocida, yace bajo el árbol.

como lo hizo Benjamín de Tudela, quien escribió que los samaritanos en Nablus estaban en posesión de ella. Guillermo de Malmesbury lo describe cubierto con mármol blanco, junto al mausoleo de sus hermanos. Menachem ben Peretz de Hebrón (1215) escribe que en Siquem vio la tumba de José, hijo de Jacob, con dos pilares de mármol junto a ella, uno a la cabeza y otro a los pies, y un muro de piedra bajo que lo rodeaba. Ishtori Haparchi(1322) coloca la lápida sepulcral de José a 450 metros al norte de Balāta, mientras que Alexander de Ariosti (1463) y Francesco Suriano (1485) la asocian con la iglesia sobre el pozo de Jacob. Samuel bar Simson (1210), Jacob de París (1258) y Johannes Poloner (1422) lo ubican por Nablus. Gabriel Muffel de Núremberg discierne una tumba a José en un monumento al oeste de Nablus, a medio camino entre esa ciudad y Sebaste. Mandeville (1322) y Maundrell (1697), entre otros, también mencionan su existencia, aunque es discutible si alguno de estos informes se refiere a la ubicación actualmente reconocida. Samuel ben Samson (1210) parece colocar la tumba en Shiloh. Mandeville (1322) lo ubica 'cerca de' Nablus como lo hace Maundrell (1697), pero las indicaciones son vagas. Maundrell describe su sepulcro como ubicado en una pequeña mezquita cerca de Nablus, que no se ajusta a la ubicación actual.
Aunque el Corán no menciona los detalles del entierro de José, la tradición islámica señala a Nablus como el sitio auténtico. Sin embargo, algunos geógrafos islámicos tempranos identificaron la Cueva de los Patriarcas en Hebrón como la ubicación de la tumba. Mientras Ali de Herat (1119), Yaqut (1229) e Ibn Battuta (1369) informan sobre las tradiciones de Hebrón, también mencionan la existencia de una tumba de José en Nablus. Más tarde, los cronistas musulmanes mencionan un tercer sitio que pretende ser la auténtica tumba, cerca de Beit Ijza.

### Informes delsigloXIX
William Cooke Taylor (1838) describe la parcela de terreno bíblica que Jacob dio a José como situada en la llanura de Mukhna, e identifica la tumba como una oriental weli estructura en la entrada al valle de Naplusa, a la derecha, cerca de la base del monte Ebal. El sarcófago, sugiere, se encuentra debajo o en algún otro lugar en las cercanías de esta llanura, y comenta:

El presente monumento ... es un lugar de descanso, no solo para judíos y cristianos, sino también para musulmanes y samaritanos; todos los cuales coinciden en la creencia de que se encuentra en el lugar donde el patriarca fue enterrado.

En 1839, el viajero judío Loewe basó su identificación de la tumba cerca del pozo de Jacob por un argumento topográfico. Las  Sagradas Escrituras, argumentó, llama al lugar ni emek (valle) ni shephelah (llanura), sino una «trozo de terreno» (chelkat hasadeh ), y concluyó: 

en toda Palestina no hay otro diagrama para ser encontrado, un nivel muerto, sin el menor hueco o hinchazón en un circuito de dos horas. En 1839, se registró que los judíos frecuentemente visitaban la tumba y que muchas inscripciones en hebreo eran visibles en las paredes. El sitio fue «mantenido muy limpio y en buen estado por la generosidad de los judíos que lo visitaron».

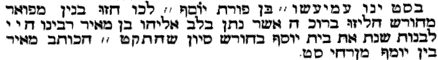
Inscripción hebrea que registra las reparaciones de 1749:... «Con la buena señal. LA L ORD permanece para siempre. Mi ayuda proviene de la L ORD que hizo el cielo y la tierra. José es una rama fructífera. He aquí un edificio majestuoso renovado ... Bendito sea el L ORD que ha puesto en el corazón de Elijah, el hijo de Meir, nuestro rabino, para construir nuevamente la casa de José en el mes de Sivan, en el año 5509»(AM)

John Wilson (1847) escribe que la tumba se encuentra a unos doscientos o trescientos metros al norte del pozo de Jacob, al otro lado del valle. Él lo describe como 

una pequeña erección sólida en forma de un techo de carro, sobre lo que se supone que es la tumba del patriarca, con un pequeño pilar o altar en cada una de sus extremidades, a veces llamado las tumbas de Efraín y Manasés, y de la medio de un recinto sin una cubierta. Están escritos muchos nombres de visitantes, en los caracteres hebreo y samaritano, en las paredes de este recinto. Se dice que una de las inscripciones intima la reparación de la tumba por un judío de Egipto, Elijah hijo de Meir, alrededor de 1749. ...los judíos de Nablus se hacen cargo del deber de mantener la tumba en orden". Nos solicitaron una suscripción para ayudarnos a hacer algunas reparaciones y cumplimos con su solicitud.

Estas inscripciones hebreas y samaritanas aún eran visibles en las paredes blancas enyesadas hasta 1980, al igual que las pequeñas lámparas en un receso interno, probablemente donadas por judíos durante los siglos XVIII y XIX.

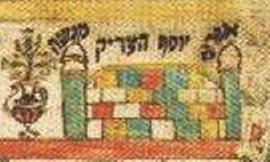
Ilustración judía que representa la tumba.)

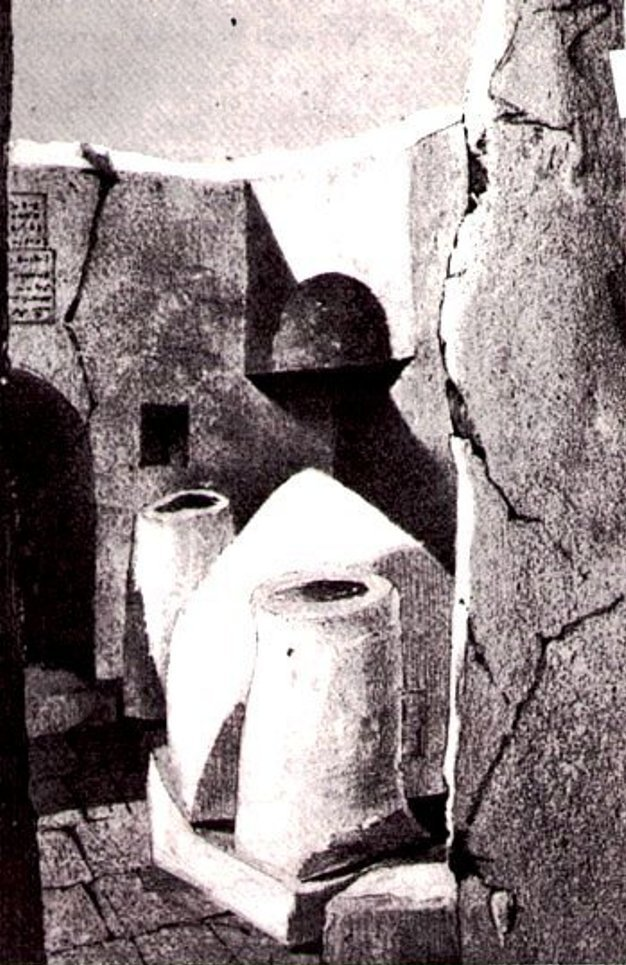
Fotografía en blanco y negro que muestra una escena al aire libre de ruinas con un centotafio blanco, enarbolado entre dos columnas blancas cortas. Fotografía de 1868

El rabino Joseph Schwarz (1850), que había vivido en Palestina durante 16 años, identificó el pueblo de Abulnita, como a 2 millas inglesas al este de Siquem, como el sitio donde yace enterrado José. Los viajeros occidentales a Palestina en el siglo XIX describieron sus impresiones del sitio en los relatos de viajes. John Ross Browne (1853) escribe: 

También visitamos el sitio reputado de la Tumba de José. Un rudo edificio de piedra cubre el fingido sepulcro; pero las mejores autoridades niegan que hubiera alguna evidencia de que José fue enterrado aquí.

Howard Crosby también visitó el sitio durante 1851. Lo designó, la llamada tumba de José, describiéndolo como 

una sencilla tumba blanca de Santon, como se ve en todos lados en los países mahometanos, excepto que este no tiene techo, y en consecuencia carece de la cúpula blanca habitual. En el interior, una vid crece desde un rincón, y se extiende sobre un enrejado sobre la tumba, formando una agradable enramada.

 Louis Félicien Joseph Caignart de Saulcy y Edouard de Warren (1853) describen como un pequeño oually musulmán(weli, es decir capilla) [...] dice que la tumba de José, y señaló que era sólo a la que está al este de lo que los árabes llamaron Bir-Yakub, el pozo de Jacob. Hackett anotó en 1857 que la tumba se coloca diagonalmente a las paredes, en vez de paralelas, y encontró las paredes del interior cubiertas con los nombres de los peregrinos, que representan casi todas las tierras y el lenguaje; aunque el personaje hebreo era el más prominente. Thomson anotó en 1883 que todo el edificio se está desmoronando rápidamente hasta la ruina, presentando un espectáculo muy melancólico. Al estar expuesto al clima, no tiene «pall» u ofrenda votiva de ningún tipo, ni ninguna señal de respeto como los que se ven en los sepulcros de los santos musulmanes más insignificantes. A fines del siglo XIX, las fuentes informan sobre la costumbre judía de quemar pequeños artículos como encajes de oro, chales o pañuelos en los dos pilares bajos en cada extremo de la tumba. Esto se hizo en «memoria del patriarca que duerme debajo».

#### Estudio detallado por Conder, 1878-89

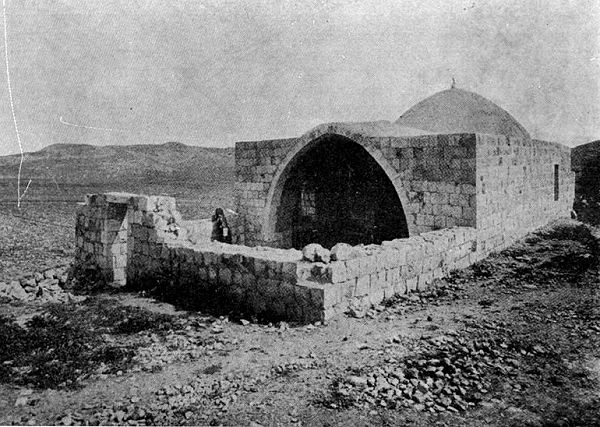
Fotografía en blanco y negro que muestra un muro de piedra bajo que encierra un patio frente a un edificio bajo con una entrada a través de un arco apuntado con una pequeña cúpula detrás. Principios de los años 1900

Claude R. Conder, visitante del lugar, escribió en 1878:

Un banco de piedra está construido en la pared este, en el que tres judíos estaban sentados en el momento de nuestra segunda visita, libro en mano, balanceándose hacia atrás y hacia adelante mientras cantaban un cántico nasal, una oración sin duda apropiada para el lugar.
 [105]

Una fotografía en blanco y negro que muestra un muro de piedra bajo que encierra un patio frente a un edificio bajo con una entrada a través de un arco apuntado con una pequeña cúpula detrás
Principios de 1900
Claude R. Conder proporciona una descripción detallada del sitio en sus obras Tent Work in Palestine (1878), Survey of Western Palestine (1881) y Palestine (1889).

#### El recinto
Está ubicado en el lado de la carretera de Balata a 'Askar, al final de una hilera de higos finos. El patio abierto que rodea la tumba mide unos 5,5 m². Las paredes enlucidas y encaladas, de aproximadamente 0,30 m de espesor, están en buen estado y tienen una altura de 3,0 m. La entrada al patio es desde el norte a través de la ruina de un pequeño edificio abovedado cuadrado. Hay dos inscripciones hebreas en la pared sur. Una inscripción adicional en inglés señala que la estructura fue completamente reconstruida a expensas del cónsul inglés en Damasco a principios de 1868.
La tumba mide 1,8 m de largo y se encuentra a 1,2 m de altura. Consiste en un bloque  enyesado largo y estrecho con un techo arqueado y con una sección transversal puntiaguda. La tumba no está en línea con las paredes del patio ya que tienen un rumbo de 202°, ni está en el medio del recinto, está más cerca de la pared oeste. En la cabecera se encuentran  dos pedestales cortos enyesados con huecos poco profundos en forma de copa en la parte superior y a los pies de la tumba. Los huecos están ennegrecidos por el fuego debido a la costumbre judía de quemar ofrendas de  chales, sedas o encajes de oro en los altares de los pilares. Tanto los judíos como los samaritanos disponen de lámparas de aceite e incienso que queman en la cavidad del pilar.
Conder también cuestiona el hecho de que la tumba apunta de norte a sur, inconsistente con las tumbas musulmanas al norte de La Meca. Sin embargo, este hecho no disminuyó la veneración musulmana del santuario:

La tumba apunta aproximadamente al norte y al sur, formando ángulos rectos con la dirección de las tumbas musulmanas al norte de La Meca. Cómo los musulmanes explican este desprecio hacia la orientación en un Profeta tan respetado como" nuestro Señor José ", nunca lo había escuchado, tal vez se considera que la regla está establecida solo desde la época de Mahoma. La veneración en que el santuario está en manos de los campesinos musulmanes no se ve disminuida por este hecho.

### Confusión sobre un santuario de otra religión

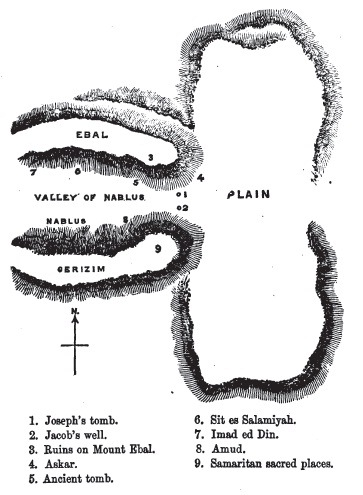
Plano de 1864 de Nablus que muestra la tumba de José (1), la tumba antigua (5), Imad ed Din (7) y Amud (8)

En el curso de los trabajos para precisar la ubicación de la tumba, el reverendo HB Hackett en «Un diccionario de la Biblia», de Sir William Smith en 1863, menciona la existencia de dos tumbas que llevan a asociar a José con Naplusa. Además del que está cerca del pozo, —ubicación de la prospección de Conder—, describe otra tumba exclusivamente musulmana en las cercanías, a aproximadamente un cuarto de milla del valle en la ladera del monte Gerizim. No puede concluir cuál de las tumbas es la del bíblico José, pero cita a Arthur Penrhyn Stanley (1856) que en la tumba musulmana «un José posterior también se conmemora en el santuario». Stanley mismo escribe que la pequeña mezquita en la ladera del monte Gerizim es conocida por varios nombres como Allon Moreh (Roble de Allon), Aharon Moreh (Arca de Moreh) y Sheykh al-Amad (Santo en la columna) que sugiere conmemorar las tradiciones bíblicas. Stanley también cita a Buckingham, quien menciona que los samaritanos sostienen que la tumba alternativa pertenece a cierto rabino «José de Nablus».
John Mills (1864) escribe que las afirmaciones de la tumba perteneciente al rabino José de Nablus son infundadas, la estructura es llamada por los samaritanos «El pilar» en conmemoración del pilar establecido por Josué. Mills identifica más bien la supuesta tumba del rabino con una mezquita que lleva el nombre de un santo musulmán, Sheikh el-Amud("Santo del Pilar"), pero afirma que la asociación es solo una invención moderna de los Mahometanos. Un libro publicado en 1894, también cuestiona la existencia de una tumba del rabino Joseph de Nablus, llamándola una leyenda mahometana, impuesta a viajeros inquisitivos por guías inescrupulosos' ya que 'los samaritanos actuales no conocen la tumba de José, pero por lo general han aceptado una.

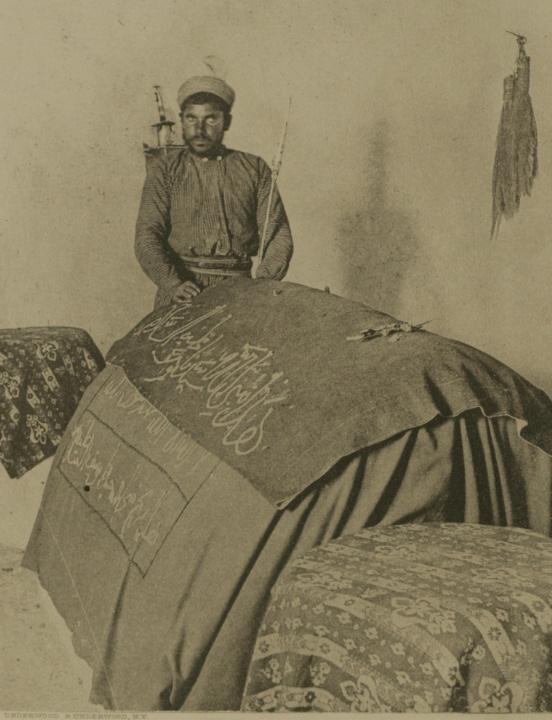
Una fotografía en tono sepia que muestra a un hombre con un turbante, su brazo izquierdo acunando un bastón delgado, y de pie detrás y con su mano derecha sobre un centotafio cubierto con tela sobre la que hay una inscripción en escritura árabe. "Este es el profeta de Dios, nuestro maestro José, la paz sea con él", 1917

En la década de 1860, muchos judíos y musulmanes habían llegado a ver que la estructura de piedra caliza albergaba la tumba del bíblico José, y en árabe se la llamaba Qabr en-Nabi Yūsuf (Tumba del profeta José). Una tela decorativa fotografiada en 1917, envuelta sobre la tumba en sí misma, afirmaba esta percepción. También se dice que los palestinos consideran el sitio como el lugar de sepultura de Yūsuf Dawiqat, un jeque islámico.  Se ha afirmado que esta tradición es una innovación en respuesta al control israelí del sitio desde la década de 1970.

### Después de 1967
Antes de 1967 la tumba aún se encontraba en un campo en el pueblo de Balata, en las afueras de Nablus. Los residentes locales aparentemente creían que la estructura sepultaba a un clérigo del siglo XIX que tenía fama de haber sanado a los enfermos recitando versos  coránicos. Aunque el edificio no funcionó como una mezquita, fue utilizado por parejas sin hijos que rezaban allí para tener hijos, y los niños pequeños tendrían su primer corte de pelo ritual dentro de ella. Después de la captura de Nablus y el resto de los territorios palestinos en la Guerra de los Seis Días de 1967, los colonos judíos comenzaron a frecuentar el sitio, y en 1975, los musulmanes tenían prohibido visitarlo. Después de que un colono fue apuñalado en Nablus en 1983, otros colonos demostraron su fuerza se apoderaron de la tumba de José durante tres días en un intento por forzar la fuerza del gobierno, que la  usó con puño de hierro. A mediados de la década de 1980, una yeshivá, centro de estudios de la Torá y del Talmud, llamada Od Yosef Chai, (Joseph Still Lives), afiliada con algunos de los asentamientos judíos más militantes, y encabezada por Yitzhak Ginsburg,. fue construida en un sitio al lado de un puesto militar de las Fuerzas de Defensa de Israel (IDF), al parecer en el modelo de éxito de los colonos en el establecimiento de una presencia en la Tumba de los Patriarcas en Hebrón. A todos los musulmanes, incluidos los que vivían cerca, se les negó por la fuerza el acceso. Un intento inicial en 1994 de transformar el sitio en un centro religioso judío fracasó. Shulamit Aloni, ministro de Cultura y Educación en el  gobierno de  Rabin, indignados activistas religiosos en el momento al afirmar, sobre la base de la evidencia arqueológica, que el sitio tenía solamente 200 años de antigüedad, y la tumba del jeque Yusuf (Dawiqat), un hombre santo  sufí murió en el siglo XVIII. Sus puntos de vista fueron desafiados por Benny Katzover, quien respondió que había sido engañada por los arqueólogos, y que tenía expertos para respaldar la adscripción tradicional.
En 1997 se trajeron los rollos de la Torá, se cubrió el nicho de oración frente a La Meca, y el sitio fue declarado sinagoga y yeshivá.. Al unir la tradición religiosa que rodea la historia de José al sitio, los colonos recibieron protección de las Fuerzas de Defensa de Israel para transformar este lugar de culto musulmán en uno propio. Una vez que las Fuerzas de Defensa de Israel impuso un toque de queda de 24 horas de duración a los 120 000 habitantes de Nablus para permitir que un grupo de colonos y dos miembros del Likud Knesset rezaran en el sitio. El sitio, al cual los fieles judíos hacen peregrinaciones mensuales, se encuentra entre los más importantes para los judíos ortodoxos.
El 12 de diciembre de 1995, de conformidad con los Acuerdos de Oslo, la jurisdicción de Nablus fue entregada a la Autoridad Nacional Palestina aunque Israel retuvo el control de varios sitios religiosos, uno de los cuales era la «Tumba de José», sancionando así la delicada situación. Las aprensiones de los colonos de que el área podría ser devuelta a los palestinos para 
que trabajaran para mejorar el estado de la tumba de José como centro de peregrinación. El Acuerdo interino estipulaba que: Ambas partes respetarán y protegerán los derechos religiosos de judíos, cristianos, musulmanes y samaritanos en lo que respecta a la protección y el libre acceso a los lugares sagrados, así como a la libertad de culto y práctica. La tumba, que se asemeja a un puesto militar fortificado con una pequeña yeshiva funcional, se convirtió en un punto de inflamación frecuente. El 24 de septiembre de 1996, después de la apertura de una salida para el túnel Hasmonean bajo la madrasa de Ummariya, que los palestinos interpretaron como una señal de que Benjamin Netanyahu estaba enviando con el mensaje de que Israel sería el único soberano de Jerusalén, la ANP pidió una huelga general y una ola de protestas estallaron en toda Cisjordania. En los enfrentamientos, murieron 80 personas y 253 resultaron heridas en Cisjordania, mientras que seis soldados israelíes fueron asesinados junto a la tumba, y partes de la yeshiva adyacente fueron saqueadas. Los judíos continuaron adorando en el lugar bajo la protección limitada de las Fuerzas de Defensa de Israel (IDF), a menudo vestidas de civiles confundidos fácilmente con colonos. El sitio había sido atacado con armas de fuego, y cientos de palestinos asaltaron el complejo. Las fuerzas de la frontera israelí tomaron el control del complejo, pero los servicios de seguridad palestinos solicitaron tomarlo ellos mismos así como de las posiciones por lo que se les pasó dicho control. En las siguientes horas la muchedumbre puso los vehículos fuera del recinto en llamas, entró en la tumba y retiró el árbol Morus. 
La última imagen conocida del árbol Morus   fue tomada durante 2006.
Durante un año y medio entre 1999 y 2000, las  FDI, secundadas por el Shin Bet y la Policía de Fronteras de Israel, le pidieron al gobierno que evacuara la tumba. En septiembre de 2000, después de la controvertida visita de Ariel Sharon al Templo, estalló la Intifada de Al-Aqsa y Nablus se convirtió en zona de conflicto, en parte después de que el hijo de su gobernador fuera asesinado a tiros durante un enfrentamiento con soldados israelíes. Los palestinos atacaron el sitio, según los informes, con el argumento de que era mejor para el santuario no pertenecer a nadie que ser apropiado por una sola religión, quemar la yeshiva hasta el suelo, incinerar sus libros y pintar de verde la cúpula, acto que provocó represalias con el vandalismo judío de tres mezquitas en Tiberíades y Jaffa. Después de la muerte de un policía fronterizo israelí, el jefe del comando del sur de las Fuerzas de Defensa de Israel, el general de brigada Yom-Tov Samia, amenazó con renunciar si el gobierno mantenía el control de la tumba, ya que conservar el control era «patentemente ilegal». El primer ministro Ehud Barak finalmente cumplió con la solicitud y el sitio fue entregado a la policía palestina el 7 de octubre de 2000. Los periódicos israelíes enmarcaron el regreso del sitio como una derrota humillante para la nación. La tumba fue saqueada e incendiada por manifestantes palestinos horas después de su evacuación. A la mañana siguiente, el cadáver acribillado del rabino del asentamiento palestino de Elon Moreh,  Hillel Lieberman, primo del senador Joseph Lieberman, fue hallado en las afueras de Nablus, donde había ido a comprobar el daño a la tumba. La tumba de José encarnaba un tema sionista clave: el regreso del exilio a la patria de los judíos y el asalto palestino se ha interpretado como un desafío a la credibilidad de los reclamos al sitio. El «PA» comenzó a repararlo al día siguiente. El portavoz palestino Hanan Ashrawi afirmó que la conexión del judaísmo con la tumba fue «fabricada». Se informó que el alcalde de Nablus Ghassan Shakaa dijo que los fieles judíos no tendrían permiso para orar allí hasta que una organización internacional o un tercero determinen si el sitio es sagrado para musulmanes o judíos.
Funcionarios militares israelíes dijeron que los palestinos tenían la intención de construir una mezquita en las ruinas del sitio. La declaración se produjo después de que los trabajadores que repararon la tumba pintaron la cúpula de verde, el color del Islam. Un portavoz de la Autoridad Palestina negó las acusaciones y dijo que  Arafat había ordenado que las renovaciones y la sinagoga fueran reconstruidas.Harel, 2000 Ghassan Shakaa, el alcalde, afirmó que los funcionarios de la ciudad simplemente querían devolver el edificio a la forma en que estaba antes de que entrara en manos israelíes en la  guerra de 1967 del Medio Oriente. Bajo una intensa presión estadounidense e internacional, la cúpula fue repintada de blanco.

### A partir de 2000

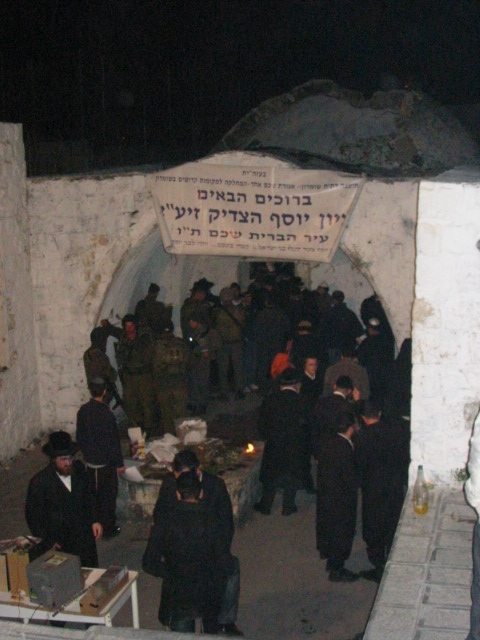
Visita nocturna bajo custodia de las FDI, noviembre de 2009

Después de los acontecimientos de octubre de 2000, el ejército israelí prohibió el acceso de los israelitas a la tumba. Como resultado de la Operación Escudo Defensivo, Nablus fue ocupada nuevamente por las FDI en abril de 2002, con graves daños al núcleo histórico de la ciudad, donde 64 edificios patrimoniales sufrieron daños graves o fueron destruidos. Algunos  hasidim de Breslov y otras formaciones comenzaron a aprovechar las nuevas circunstancias para visitar el sitio clandestinamente al amparo de la oscuridad, evadiendo los puestos de control del ejército y la policía. Eventualmente, la tumba de José estuvo una vez más abierta a las visitas. En mayo de 2002, los soldados israelíes abrieron fuego por error contra un convoy de colonos que aprovechaban una incursión en curso en Nablus para visitar la tumba. Siete colonos fueron arrestados por el ejército por entrar ilegalmente en una zona de combate. Como resultado de la «Operación Escudo Defensivo», la  Tzahal retomó la tumba y poco después, en respuesta a numerosas solicitudes, renovaron los recorridos vigilados de la tumba. Un día al mes, a la medianoche, hasta 800 visitantes pudieron rezar en la tumba. Estas visitas se diseñaron para evitar visitas clandestinas no autorizadas y desprotegidas, principalmente por Breslav Hassidim. Sin embargo, en octubre, citando razones de seguridad, Israel volvió a imponer la prohibición a los peregrinos judíos de obtener permisos especiales y viajar a la tumba.
En febrero de 2003, se informó en el Jerusalem Post que la tumba había sido golpeada con martillos y que el árbol en su entrada se había roto. Las piezas del automóvil y la basura cubrían la tumba que tenía un gran agujero en su cúpula. El líder de Bratslav, Aaron Klieger, notificó y presionó a los ministros del gobierno sobre la profanación, pero el IDF dijo que no tenía planes de proteger el sitio, alegando que tal acción sería demasiado costosa.
En febrero de 2007, treinta y cinco miembros de la  Knesset (MK) escribieron al ejército pidiéndoles que abrieran la Tumba de José a los visitantes judíos para orar. En mayo de 2007, Breslov visitó el sitio por primera vez en dos años y más tarde ese año, un grupo de jasidim descubrió que la tumba había sido limpiada por los palestinos. En los últimos años, el sitio había sufrido abandono y su apariencia se había deteriorado, con  basura arrojada y los neumáticos quemadas en ese lugar.
A principios de 2008, un grupo de parlamentarios israelíes escribió una carta al primer ministro pidiendo que rehabilitasen la tumba: «La lápida está completamente destrozada, y el lugar sagrado está profanado de una manera espantosa, como no hemos visto en Israel o en cualquier otro lugar del mundo». En febrero, se informó que Israel pediría oficialmente a la Autoridad Palestina que llevara a cabo reparaciones en la tumba, pero en respuesta, los vándalos prendieron fuego a los neumáticos dentro de la tumba. En diciembre de 2008, trabajadores judíos financiados por donantes anónimos pintaron las paredes ennegrecidas y reconstruyeron las piedras destrozadas que cubren la tumba.

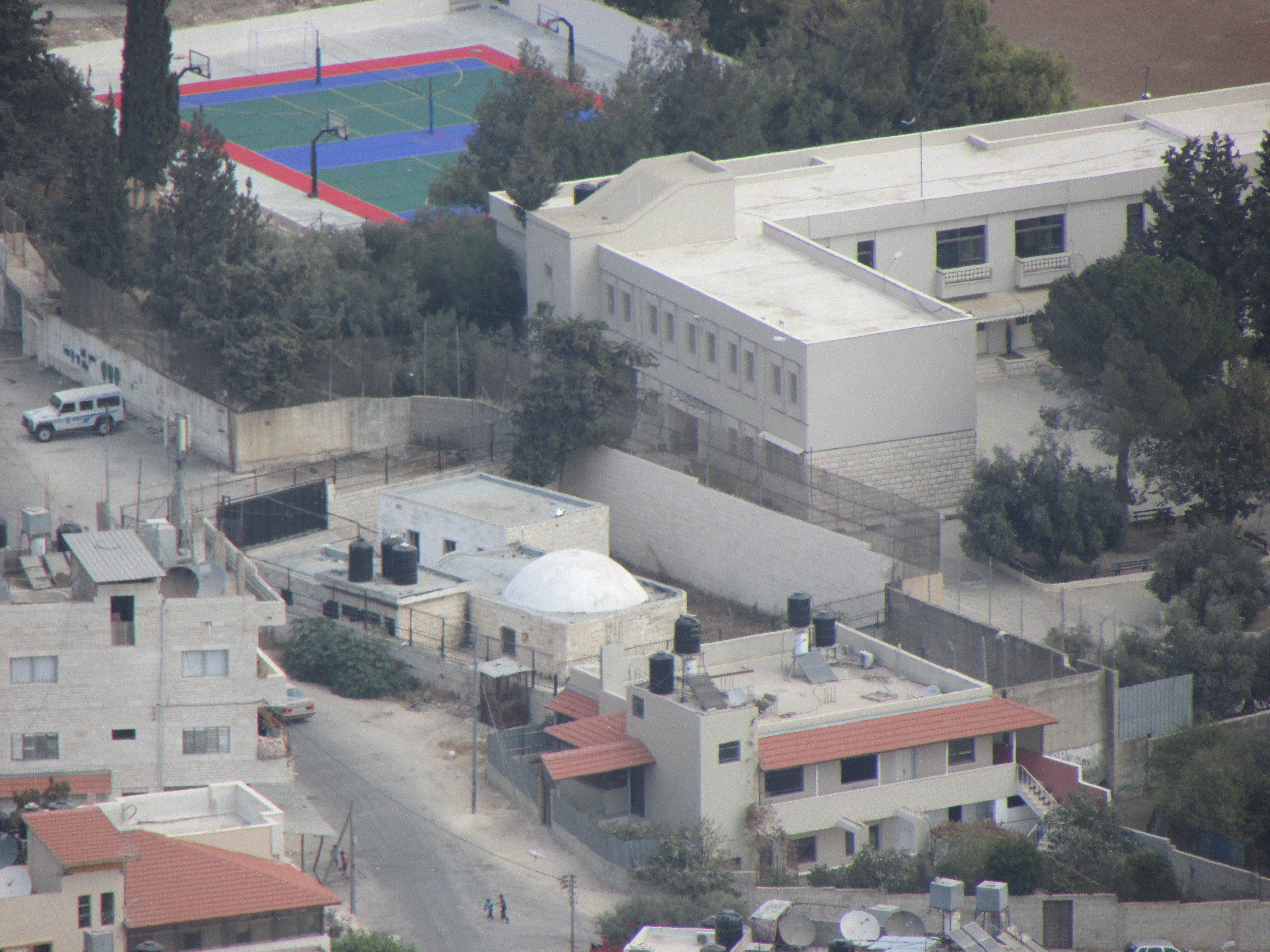
La tumba

A partir de 2009, se organizaron visitas mensuales a la tumba en vehículos a prueba de balas bajo la fuerte protección de las FDI  por la «Yitzhar Shechem Ehad». A finales de abril de 2009, un grupo de fieles judíos encontró la lápida rota y esvásticas pintadas en las paredes, así como huellas de botas en la tumba.
En agosto de 2010, se informó que las FDI y la Autoridad Palestina llegaron a un acuerdo sobre la rehabilitación del lugar. Los principales rabinos de Israel, Yona Metzger y Shlomo Amar, visitaron y rezaron en la tumba junto con otros 500 fieles, la primera visita de ese tipo de una delegación israelí de alto rango en 10 años.
El 24 de abril de 2011, agentes de la policía de la Autoridad Palestina abrieron fuego contra tres carros de fieles israelíes después de que terminaron de orar en la tumba de José, un ciudadano israelí murió y otros tres resultaron heridos. La víctima fue identificada como Ben-Joseph Livnat, de 25 años, sobrino del ministro de Cultura Limor Livnat. Tanto las Fuerzas de Defensa de Israel como la Autoridad Palestina ordenaron investigaciones sobre el incidente. Según una investigación inicial, tres automóviles llenos de israelíes entraron al complejo de la tumba de José sin coordinación con el ejército israelí o las fuerzas de seguridad palestinas y luego trataron de atravesar el puesto de control de la policía de la Autoridad Palestina. La investigación de la IDF concluyó que los agentes de la policía palestina habían actuado "maliciosamente" y con la intención de dañar a los fieles judíos. El jefe de personal de las FDI, Benny Gantz, agregó que dispararon "sin justificación y sin una amenaza inmediata a sus vidas".
El 7 de julio de 2014, los palestinos intentaron incendiar la tumba de José mientras protestaban. Las fuerzas de seguridad de la Autoridad Palestina pudieron detener a los manifestantes antes de que pudieran incendiarlo. El 22 de diciembre de 2014, los judíos que visitaban la tumba para encender velas durante la festividad judía de Hanukkah descubrieron que el sitio había sido destrozado. Las luces estaban rotas y el cableado eléctrico había sido cortado. Fue la primera vez que se permitió a los judíos visitar la tumba en más de un mes.
El 16 de octubre de 2015, en medio de una ola de violencia entre palestinos e israelíes, decenas de palestinos invadieron la tumba y un grupo de ellos la incendió con bombas de gasolina. Las fuerzas de seguridad palestinas los dispersaron y apagaron las llamas aunque la tumba en sí no fue aparentemente dañada, se informó que la sección de mujeres estaba muy deteriorada. Las fuerzas de seguridad israelíes llegaron más tarde al lugar. Según un funcionario palestino, los palestinos intentaron establecer barricadas en la zona para evitar las demoliciones de viviendas por parte del ejército israelí si bien un grupo de ellos procedió a atacar la tumba.
A las 2 de la madrugada del 18 de octubre de 2015, un grupo de 30 judíos, bajo instrucción del rabino Eliezer Berland,  fue a la tumba sin permiso en contravención de una orden permanente de las FDI, para limpiar y pintar las instalaciones que se habían quemado tres días antes. Cuando fueron atacados por palestinos locales, seis de ellos quedaron llenos de moratones por la paliza que recibieron e incendiaron uno de sus vehículos. Afirmaron que la policía palestina, que los había detenido, también los había golpeado, antes de que fueran entregados al ejército israelí, que había sido llamado para sacar a los demás.
A mediados de 2020, la revista israelí +972 y la ONG israelí Machsom Watch denunciaban que, debido a las medidas adoptadas por las autoridades israelíes, la Tumba de José se había convertido en un lugar de peregrinaje exclusivamente para judíos. Los vehículos palestinos pueden usar la carretera que lleva hasta este lugar sagrado del Islam, pero no pueden detenerse en sus proximidades. Muchos palestinos han resultado heridos e incluso algunos han muerto en las manifestaciones contra el cierre de la Tumba de José para los fieles musulmanes. Por ejemplo, el 20 de julio de 2023, durante una manifestación contra la visita de numerosos peregrinos judíos al lugar, el ejército israelí mató de un disparo a un joven palestino de 19 años llamado Bader al-Masri e hirió por disparos a otros tres manifestantes palestinos (dos de ellos con heridas de gravedad), mientras que otros treinta manifestantes, incluido un niño de 12 días, tuvieron que ser atendidos por inhalación de gases lacrimógenos.